# Król Polski

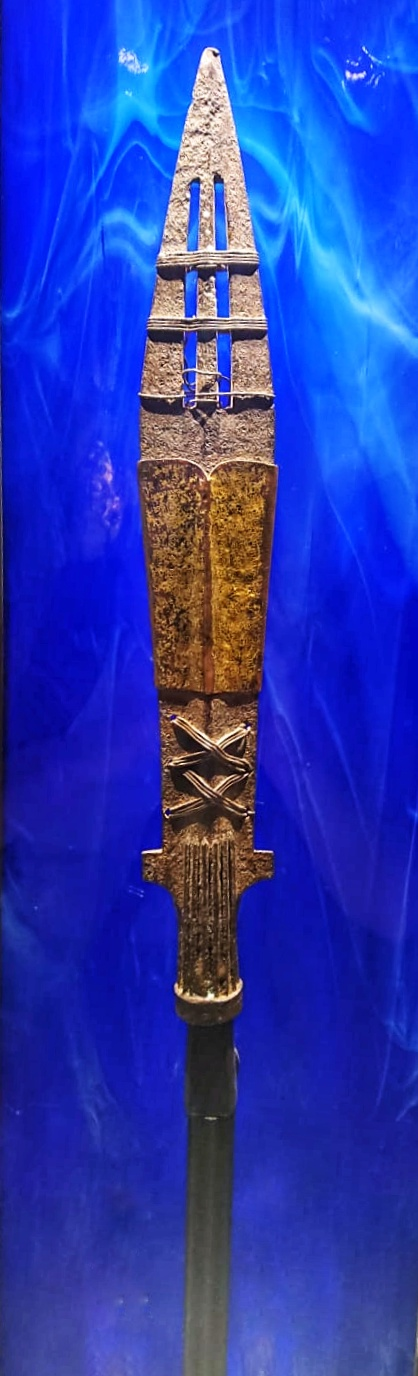
Włócznia Świętego Maurycego uznawana za pierwszy symbol władzy królów Polski

Król Polski (łac. rex Poloniae) – tytuł monarszy koronowanych władców Królestwa Polskiego, Korony Królestwa Polskiego i Rzeczypospolitej.

## Historia
Pierwszym królem Polski był Bolesław I Chrobry, koronowany w 1025. Tytuł królewski był związany na stałe z osobą polskiego monarchy od koronacji Władysława I Łokietka (1320) do III rozbioru Polski i abdykacji Stanisława Augusta Poniatowskiego (1795).
Od zawarcia unii lubelskiej (1569) każdy nowo koronowany król Polski zostawał władcą Litwy z urzędu i nigdy nie był podnoszony na Wielkie Księstwo Litewskie. Ostatnim wielkim księciem litewskim był Zygmunt II August.
Od kongresu wiedeńskiego (1815) tytuł króla Polski nosili cesarze Rosji, będący zarazem królami Królestwa Polskiego; w 1831 Sejm przyjął uchwałę o detronizacji Mikołaja I Romanowa.

## Koronacja
Koronacje królów Polski odbywały się do 1300 w archikatedrze Wniebowzięcia NMP w Gnieźnie, od 1320 w katedrze św. Stanisława i św. Wacława w Krakowie, w latach 1705 i 1764 odbyły się w kolegiacie św. Jana Chrzciciela w Warszawie.
W 1795 polskie insygnia koronacyjne przechowywane w Skarbcu Koronnym na Wawelu zostały na rozkaz Fryderyka Wilhelma II Pruskiego zrabowane i potajemnie wywiezione do Berlina, skąd w 1809 na rozkaz Fryderyka Wilhelma III Pruskiego przewieziono je do Królewca, gdzie w 1811, w obawie przed rewindykacją, zostały rozbite i przetopione.
W 1829 w Sali Senatorskiej w Zamku Królewskim koronowany został car Rosji Mikołaj I, wtedy podczas ceremonii użyto korony Anny Iwanowny.

## Królowie Polski
| #                  | Imię                                         |  | Urodzony                          | Zmarł                       | Początek panowania                      | Koniec panowania                       | Rodzice                                               |
| ------------------ | -------------------------------------------- |  | --------------------------------- | --------------------------- | --------------------------------------- | -------------------------------------- | ----------------------------------------------------- |
| Piastowie          |                                              |  |                                   |                             |                                         |                                        |                                                       |
| 1                  | Bolesław I Chrobry                           |  | 967                               | 17 czerwca 1025             | 18 kwietnia 1025                        | 17 czerwca 1025                        | Mieszko I Dobrawa Przemyślidka                        |
| 2                  | Mieszko II Lambert                           |  | 990                               | 10/11 maja 1034             | 25 grudnia 1025                         | 1031                                   | Bolesław I Chrobry Emnilda słowiańska                 |
| Przemyślidzi       |                                              |  |                                   |                             |                                         |                                        |                                                       |
| –                  | Wratysław II Czeski                          |  | ur. po 1032                       | 14 stycznia 1092            | 15 czerwca 1085 lub 1086                | 14 stycznia 1092                       | Brzetysław I Judyta ze Schweinfurtu                   |
| Piastowie          |                                              |  |                                   |                             |                                         |                                        |                                                       |
| 3                  | Bolesław II Szczodry                         |  | ok. 1042                          | kwiecień 1081/82            | 25 grudnia 1076                         | 1079                                   | Kazimierz I Odnowiciel Dobroniega Maria               |
| 4                  | Przemysł II                                  |  | 14 października 1257 Poznań       | 8 lutego 1296 Rogoźno       | 26 czerwca 1295                         | 8 lutego 1296                          | Przemysł I Elżbieta wrocławska                        |
| Przemyślidzi       |                                              |  |                                   |                             |                                         |                                        |                                                       |
| 5                  | Wacław II                                    |  | 27 września 1271 Praga            | 21 czerwca 1305 Praga       | sierpień 1300                           | 21 czerwca 1305                        | Przemysł Ottokar II Kunegunda Halicka                 |
| -                  | Wacław III Niekoronowany                     |  | 6 października 1289               | 4 sierpnia 1306 Ołomuniec   | 1305                                    | 4 sierpnia 1306                        | Wacław II Guta von Habsburg                           |
| Meinhardinowie     |                                              |  |                                   |                             |                                         |                                        |                                                       |
| –                  | Henryk Karyncki Niekoronowany król tytularny |  | ok. 1265                          | 2 kwietnia 1335             | 1306 i 3/4 lipca 1307                   | 1306 i 31 sierpnia 1310                | Meinhard II Tyrolski Elżbieta Bawarska                |
| Habsburgowie       |                                              |  |                                   |                             |                                         |                                        |                                                       |
| –                  | Rudolf Niekoronowany król tytularny          |  | 1281                              | 3/4 lipca 1307 Horažďovice  | 1306                                    | 3/4 lipca 1307                         | Albrecht I Habsburg Elżbieta Tyrolska                 |
| Luksemburgowie     |                                              |  |                                   |                             |                                         |                                        |                                                       |
| –                  | Jan Niekoronowany król tytularny             |  | 10 sierpnia 1296                  | 26 sierpnia 1346 pod Crécy  | 1310                                    | 1333                                   | Henryk VII Luksemburski Małgorzata Brabancka          |
| Piastowie          |                                              |  |                                   |                             |                                         |                                        |                                                       |
| 6                  | Władysław I Łokietek                         |  | 1260/61                           | 2 marca 1333 Kraków         | 20 stycznia 1320                        | 2 marca 1333                           | Kazimierz I kujawski Eufrozyna opolska                |
| 7                  | Kazimierz III Wielki                         |  | 30 kwietnia 1310 Kowal            | 5 listopada 1370 Kraków     | 25 kwietnia 1333                        | 5 listopada 1370                       | Władysław I Łokietek Jadwiga Bolesławówna             |
| Andegawenowie      |                                              |  |                                   |                             |                                         |                                        |                                                       |
| 8                  | Ludwik Węgierski                             |  | 5 marca 1326 Wyszehrad            | 10 września 1382 Trnawa     | 17 listopada 1370                       | 10 września 1382                       | Karol Robert Elżbieta Łokietkówna                     |
| 9                  | Jadwiga Andegaweńska                         |  | 1373/74 Buda                      | 17 lipca 1399 Kraków        | 16 października 1384                    | 17 lipca 1399                          | Ludwik Węgierski Elżbieta Bośniaczka                  |
| Jagiellonowie      |                                              |  |                                   |                             |                                         |                                        |                                                       |
| 10                 | Władysław II Jagiełło                        |  | 1352-62                           | 1 czerwca 1434 Gródek       | 4 marca 1386                            | 1 czerwca 1434                         | Olgierd Giedyminowic Julianna twerska                 |
| 11                 | Władysław III Warneńczyk                     |  | 31 października 1424 Kraków       | 10 listopada 1444 Warna     | 25 lipca 1434                           | 10 listopada 1444                      | Władysław II Jagiełło Zofia Holszańska                |
| 12                 | Kazimierz IV Jagiellończyk                   |  | 30 listopada 1427 Kraków          | 7 czerwca 1492 Grodno       | 25 czerwca 1447                         | 7 czerwca 1492                         | Władysław II Jagiełło Zofia Holszańska                |
| 13                 | Jan I Olbracht                               |  | 27 grudnia 1459 Kraków            | 17 czerwca 1501 Toruń       | 23 września 1492                        | 17 czerwca 1501                        | Kazimierz IV Jagiellończyk Elżbieta Rakuszanka        |
| 14                 | Aleksander Jagiellończyk                     |  | 5 sierpnia 1461 Kraków            | 19 sierpnia 1506 Wilno      | 12 grudnia 1501                         | 19 sierpnia 1506                       | Kazimierz IV Jagiellończyk Elżbieta Rakuszanka        |
| 15                 | Zygmunt I Stary                              |  | 1 stycznia 1467 Kozienice         | 1 kwietnia 1548 Kraków      | 24 stycznia 1507                        | 1 kwietnia 1548                        | Kazimierz IV Jagiellończyk Elżbieta Rakuszanka        |
| 16                 | Zygmunt II August                            |  | 1 sierpnia 1520 Kraków            | 7 lipca 1572 Knyszyn        | 20 lutego 1530                          | 7 lipca 1572                           | Zygmunt I Stary Bona Sforza                           |
| Królowie elekcyjni |                                              |  |                                   |                             |                                         |                                        |                                                       |
| Walezjusze         |                                              |  |                                   |                             |                                         |                                        |                                                       |
| 17                 | Henryk Walezy                                |  | 19 września 1551 Fontainebleau    | 2 sierpnia 1589 Saint-Cloud | 11 maja 1573                            | 18 czerwca 1574                        | Henryk II Walezjusz Katarzyna Medycejska              |
| Jagiellonowie      |                                              |  |                                   |                             |                                         |                                        |                                                       |
| 18                 | Anna Jagiellonka                             |  | 18 października 1523 Kraków       | 9 września 1596 Warszawa    | 13 grudnia 1575                         | 9 września 1596                        | Zygmunt I Stary Bona Sforza                           |
| Batory             |                                              |  |                                   |                             |                                         |                                        |                                                       |
| 19                 | Stefan Batory                                |  | 27 września 1533 Șimleu Silvaniei | 12 grudnia 1586 Grodno      | 1 maja 1576                             | 12 grudnia 1586                        | Stefan Katarzyna Telegdi                              |
| Wazowie            |                                              |  |                                   |                             |                                         |                                        |                                                       |
| 20                 | Zygmunt III Waza                             |  | 20 czerwca 1566 Gripsholm         | 30 kwietnia 1632 Warszawa   | 19 sierpnia 1587                        | 19 kwietnia 1632                       | Jan III Waza Katarzyna Jagiellonka                    |
| 21                 | Władysław IV Waza                            |  | 9 czerwca 1595 Łobzów             | 20 maja 1648 Merecz         | 8 listopada 1632                        | 20 maja 1648                           | Zygmunt III Waza Anna Habsburżanka                    |
| 22                 | Jan II Kazimierz Waza                        |  | 22 marca 1609 Kraków              | 16 grudnia 1672 Nevers      | 20 listopada 1648                       | 16 września 1668                       | Zygmunt III Waza Konstancja Habsburżanka              |
| Wiśniowieccy       |                                              |  |                                   |                             |                                         |                                        |                                                       |
| 23                 | Michał Korybut Wiśniowiecki                  |  | 31 maja 1640 Biały Kamień         | 10 listopada 1673 Lwów      | 19 czerwca 1669                         | 10 listopada 1673                      | Jeremi Wiśniowiecki Gryzelda Zamoyska                 |
| Sobiescy           |                                              |  |                                   |                             |                                         |                                        |                                                       |
| 24                 | Jan III Sobieski                             |  | 17 sierpnia 1629 Olesko           | 17 czerwca 1696 Wilanów     | 21 maja 1674                            | 17 czerwca 1696                        | Jakub Sobieski Zofia Teofila Daniłowiczówna           |
| Wettynowie         |                                              |  |                                   |                             |                                         |                                        |                                                       |
| 25                 | August II Mocny                              |  | 12 maja 1670 Drezno               | 1 lutego 1733 Warszawa      | 15 września 1697 i 20 października 1709 | wrzesień 1706 i 1 lutego 1733          | Jan Jerzy III Wettyn Anna Zofia Oldenburg             |
| Leszczyńscy        |                                              |  |                                   |                             |                                         |                                        |                                                       |
| 26                 | Stanisław Leszczyński                        |  | 20 października 1677 Lwów         | 23 lutego 1766 Lunéville    | 12 lipca 1704 i 12 września 1733        | 4 października 1709 i 26 stycznia 1736 | Rafał Leszczyński Anna Leszczyńska                    |
| Wettynowie         |                                              |  |                                   |                             |                                         |                                        |                                                       |
| 27                 | August III Sas                               |  | 17 października 1696 Drezno       | 5 października 1763 Drezno  | 5 października 1733                     | 5 października 1763                    | August II Mocny Krystyna Eberhardyna Hohenzollernówna |
| Poniatowscy        |                                              |  |                                   |                             |                                         |                                        |                                                       |
| 28                 | Stanisław August Poniatowski                 |  | 17 stycznia 1732 Wołczyn          | 12 lutego 1798 Petersburg   | 7 września 1764                         | 25 listopada 1795                      | Stanisław Poniatowski Konstancja Czartoryska          |

### Okres zaborów
W latach 1795–1815 tytuł króla Polski nie był używany. W latach 1815–1830 Królestwo Polskie pozostawało w unii personalnej z Imperium Rosyjskim, zaś cesarze Rosji nosili tytuł króla Polski i byli zobowiązani do koronacji w Warszawie:
| Okres panowania | Imię władcy                   | Portret władcy | Rodzice                            | Data urodzin            | Data śmierci                     | Informacje dodatkowe                                                                                 |
| --------------- | ----------------------------- | -------------- | ---------------------------------- | ----------------------- | -------------------------------- | --- |
| 1815–1825       | Aleksander I Pawłowicz        |                | Paweł I Romanow Maria Fiodorowna   | 23 grudnia 1777         | 1 grudnia 1825                   | Cesarz Rosji od 1801                                                                                 |
| 1825–1855       | Mikołaj I Pawłowicz           |                | Paweł I Romanow, Maria Fiodorowna  | 6 lipca 1796            | 2 marca 1855                     | ostatni koronowany król Polski, koronowany 24 maja 1829 roku Zdetronizowany w 1831 przez polski Sejm |
| 1855–1881       | Aleksander II Mikołajewicz    |                | Mikołaj I, Aleksandra Fiodorowna   | 29 kwietnia 1818        | 13 marca 1881                    | |
| 1881–1894       | Aleksander III Aleksandrowicz |                | Aleksander II, Maria Aleksandrowna | 26 lutego/10 marca 1845 | 20 października/1 listopada 1894 | |
| 1894–1917       | Mikołaj II Aleksandrowicz     |                | Aleksander III, Maria Fiodorowna   | 6 maja/18 maja 1868     | 16/17 lipca 1918                 | 15 marca 1917 r. abdykował na rzecz brata                                                            |
| 1917            | Michał II Aleksandrowicz      |                | Aleksander III, Maria Fiodorowna   | 22 listopada 1878       | 13 czerwca 1918                  | Nie przyjął tytułu, 16 marca 1917 r. abdykował na rzecz Rządu Tymczasowego                           |

Utworzona w 1917 roku Rada Regencyjna miała sprawować władzę tymczasową do czasu wprowadzenia na tron nowego władcy, co w istocie nigdy nie nastąpiło, gdyż w 1918 roku Polska przyjęła ustrój republikański.